# Levonantradol
Levonantradol es un químico de síntesis análogo del canabinoide dronabinol (Marinol). Posee efectos antieméticos y analgésicos, probablemente relacionados con la unión a los receptores de canabinoides CB1 y CB2.

## Farmacodinámica
El levonantradol es un agonista completo del receptor CB1. Los receptores cannabinoides pertenecen a la superfamilia de los receptores acoplados a proteínas G (GPCR), y los cannabinoides endógenos activan naturalmente los GPCR. Los GPCRs modulan la inhibición de la adenil ciclasa y la acumulación del segundo mensajero, el monofosfato de adenosina cíclico (cAMP). El receptor CB1 es el GPCR más común en el sistema nervioso central. La activación de los CB1Rs disminuye la conductancia del calcio y aumenta la del potasio en el cerebro. La señalización del CB modula naturalmente la transmisión sináptica y media la psicoactividad, y los cannabinoides sintéticos imitan estas mismas acciones. Aunque la eficacia del Levonantradol depende del nivel de actividad de los GPCRs, los agonistas completos como el Levonantradol tienen la capacidad de activar los GPCRs y convertir el Gα en un estado de alta afinidad por el GTP o de baja afinidad por el GDP. Estudios anteriores sugieren que el Levonantradol tiene una mayor afinidad de unión y eficacia que otros cannabinoides sintéticos similares (por ejemplo, el Δ9-THC). 

## Tratamiento
Levonantradol ha sido probado clínicamente en pacientes con cáncer por sus beneficios analgésicos y antieméticos. Los pacientes con cáncer que reciben quimioterapia suelen tener náuseas intensas, y el Levonantradol ha sido probado para reducir estos síntomas eméticos. A menudo se utiliza en lugar del THC porque tiene una mayor eficacia. El levonantradol también actúa sobre las vías del dolor en el sistema nervioso central, lo que permite que el fármaco alivie el dolor. Los estudios han demostrado la ausencia de efectos secundarios eméticos dentro de la vida media del Levonantradol administrado. Otros estudios sugieren que los agonistas cannabinoides pueden crear sinergias con la antinocicepción opioide. Los receptores cannabinoides se localizan en las vías nociceptivas, y los CB pueden promover la transducción de señales en los canales TRP. Aunque el Levonantradol alivia el dolor nociceptivo y postoperatorio, disminuye las náuseas y mejora la espasticidad, además de ser más eficaz que los placebos, aún no ha sido aprobado como medicamento legal. Los investigadores han llegado a la conclusión de que el Levonantradol no es más eficaz que la codeína, por lo que no recomiendan su expansión a la práctica clínica. 